# Clean (série télévisée)
Pour les articles homonymes, voir Clean.
Production
Diffusion
Clean est une série télévisée française réalisée par Cathy Verney d'après un scénario de Claire Lemaréchal et Franck Philippon.
Cette fiction, qui est une adaptation de la série britannique Cleaning Up, est une coproduction de Tetra Media Fiction et Quintessence Fictions pour M6.

## Synopsis
Lola, femme de ménage dans une banque, traverse une période difficile : en plein divorce, elle risque de perdre la garde de ses filles à cause de ses dettes. Tout bascule lorsqu'elle découvre qu'un courtier de la banque est impliqué dans un délit d'initié. Voyant là une chance de régler ses problèmes financiers, Lola décide d'utiliser ces informations pour spéculer en bourse. Elle entraîne alors deux de ses collègues, Jess et Mina, dans cette fraude audacieuse, mettant en péril sa vie personnelle et professionnelle.

## Distribution
- Alix Poisson : Lola
- Léonie Simaga : Jess, collègue de Lola
- Thaïs Vauquières : Mina, collègue de Lola
- Omar Mebrouk : Karim
- Betina Flender : Alice, la fille aînée de Lola
- Raphaëlle Nourry-Mompez : Zoé, la fille cadette de Lola
- Rachida Brakni : Françoise
- Sébastien Pouderoux : David, le père de Zoé et Alice
- Lionel Erdogan : Marc Bessano
- Bruno Sanches : Viktor, le supérieur des femmes de ménage
- Charles Templon : Antoine Charlant, le courtier écouté
- Jean-François Cayrey : Benoît, un responsable de la sécurité
- Stéphan Wojtowicz : Gilles
- Corinne Valancogne : Mme Perrotin, la propriétaire du logement de Lola
- Paul Le Bourdon : Raphaël Bellan, l'étudiant très aisé amoureux d'Alice
- Valérie Dashwood : Joy Bellan, la mère de Raphaël

## Production

### Genèse et développement
Cette fiction, qui est une adaptation de la série britannique Cleaning Up,  est une coproduction de Tetra Media Fiction et Quintessence Fictions pour M6,,.
La série est créée et écrite par Claire Lemaréchal et Franck Philippon, et réalisée par Cathy Verney,,.
La production est assurée par Alexandre Boyer, Antoine Szymalka et Franck Philippon.

### Fiche technique
Sauf indication contraire, les informations mentionnées dans cette section peuvent être confirmées par les bases de données cinématographiques  présentes dans la section « Liens externes ».
- Titre français : Clean
- Genre : Comédie, thriller[2]
- Création : Claire Lemaréchal et Franck Philippon[1],[2]
- Réalisation : Cathy Verney[1],[2]
- Scénario : Claire Lemaréchal et Franck Philippon[1],[2],[3]
- Musique : Sylvain Ohrel[2]
- Production : Alexandre Boyer, Antoine Szymalka et Franck Philippon[1]
- Sociétés de production : Tetra Media Fiction et Quintessence Fictions[1],[2],[3]
- Sociétés de distribution : M6[1],[2]
- Pays de production :  France
- Langue originale : français
- Format : couleur
- Nombre de saisons : 1
- Nombre d'épisodes : 4
- Durée : 52 minutes
- Dates de première diffusion :
  - France : 4 avril 2025 sur M6[1],[4]

Les 2 premiers épisodes ont été diffusés en avant-première le 25 mars 2025 lors du festival SeriesMania.

## Accueil

### Audiences et diffusion

#### En France
En France, la série est diffusée le vendredi à 21 h 10 sur M6 par salve de deux épisodes les 4 et 11 avril 2025,.
| Épisode              | Diffusion              | Diffusion         | Audience moyenne          | Audience moyenne                       | Audience moyenne         | Audience moyenne | Réf.  |
| Épisode              | Jour                   | Horaire           | Nombre de téléspectateurs | Part de marché (sur les 4 ans et plus) | Part de marché (FRDA-50) | Classement       | Réf.  |
| -------------------- | ---------------------- | ----------------- | ------------------------- | -------------------------------------- | ------------------------ | ---------------- | ----- |
| 1                    | Vendredi 4 avril 2025  | 21 h 10 - 22 h 00 | 1 030 000                 | 5,7 %                                  | 5,2 %                    | 4e               | [ 6 ] |
| 2                    | Vendredi 4 avril 2025  | 22 h 00 - 22 h 55 | 834 000                   | 5,5 %                                  | 3,5 %                    | 4e               | [ 6 ] |
| 3                    | Vendredi 11 avril 2025 | 21 h 10 - 22 h 00 |                           |                                        |                          |                  |       |
| 4                    | Vendredi 11 avril 2025 | 22 h 00 - 23 h 00 |                           |                                        |                          |                  |       |
|                      |                        |                   |                           |                                        |                          |                  |       |
| Moyenne de la saison |                        |                   |                           |                                        |                          |                  |       |

- Les plus hauts chiffres d'audience
- Les plus bas chiffres d'audience